# Medieval Pie : Territoires vierges
Pour plus de détails, voir Fiche technique et Distribution.
Medieval Pie : Territoires vierges (titre original : Virgin Territory) est un film franco-italo-britannico-luxembourgeois réalisé par David Leland et sorti en 2008.
Il s'agit d'une adaptation sous la forme d'une comédie romantique du Décaméron de Boccace.

## Synopsis
L'histoire se déroule en Italie durant la période de la peste noire. Un groupe de jeunes Florentins se rend à la villa qui appartenait autrefois au père de Pampinea pour assister au mariage de cette dernière avec le comte Dzerzhinsky. Pampinea s'enfuit au couvent pour échapper aux évènements en cours et garder sa virginité. Là, elle rencontre Lorenzo, qui se cache en jardinier sourd-muet et connaît sa réputation de grande beauté mais ignore sa présence en ces lieux. Pour ne pas se faire reconnaître, elle lui bande les yeux et l'embrasse : il tombe alors amoureux d'elle.
Pampinea retourne à la villa, où elle doit épouser Gerbino qui a intrigué pour qu'elle croie que c'était le souhait de son père. Alors que le prêtre célèbre leur union apparaît le comte Dzerzhinsky, qui interrompt la cérémonie parce que la mariée lui était promise. Confondant Pampinea et Elissa, il se bat en duel avec Gerbino et parvient à le désarmer. Lorenzo convainc alors le comte de le laisser poursuivre le combat à proximité du puits, sachant que Gerbino est sujet au vertige. Au cours du combat qui s'ensuit, Gerbino fait une chute mortelle dans le puits.

## Fiche technique
- Titre original : Virgin Territory
- Titre français : Medieval Pie : territoires vierges
- Réalisation : David Leland
- Scénario : David Leland d'après Boccace
- Photographie : Ben Davis
- Musique : Ilan Eshkeri
- Producteur : Tarak Ben Ammar
- Sociétés de production : Dino De Laurentiis Cinematografica
- Distribution : The Weinstein Company
- Pays :  Italie •  Royaume-Uni •  France •  Luxembourg
- Durée : 97 minutes
- Date de sortie : 23 juillet 2008
- Date de sortie DVD : 5 février 2009

## Distribution
- Hayden Christensen (VF : Emmanuel Garijo) : Lorenzo de Lamberti
- Mischa Barton (VF : Valérie Karsenti) : Pampinea
- Tim Roth (VF : Antoine Tomé) : Gerbino
- Ryan Cartwright : Ghino
- Rosalind Halstead (VF : Naïke Fauveau) : Filomena
- Kate Groombridge : Elissa
- Christopher Egan : Dioneo
- Nigel Planer : oncle Bruno
- Matthew Rhys : le comte Dzerzhinsky
- Rupert Friend : Alessandro Felice
- Silvia Colloca : sœur Lisabetta
- Chiara Gensini : sœur Caterina
- Katy Saunders : sœur Maddalena
- Elisabetta Canalis : sœur Gabriella
- Craig Parkinson : Tindaro
- Jay Villiers : Bernardo
- Simone Spinazze : Andreuccio
- Clive Riche : Minghino
- Riccardo Merra : L'ancien jardinier sourd-muet (mort)
- Anna Galiena : L'abbesse
- Silvia Bruni : Lauretta

- Giulia Bianchini : Francesca
- Andrea Spinelli : Filostrato
- Tommaso Cini : Panfilo
- Anthony Moro : Le moine priape
- Maimie McCoy : Simona
- Coral Beed : Monna
- David Leland : Ricciardo

## Autour du film
La jaquette française du DVD et le titre français du film peuvent faire penser à un « teen movie » dans la lignée des American Pie. Il n'en est toutefois rien ; ni l'époque, ni le scénariste, ni les producteurs ne sont affiliés à cette licence, et il n'y a aucun acteur en commun.